# 愛本トンネル
愛本トンネル（あいもとトンネル）は、富山県黒部市にある富山県道13号朝日宇奈月線および富山県道14号黒部宇奈月線のトンネル。

## 概要
- 着工 - 1972年（昭和47年）8月[1]
- 開通 - 1973年（昭和48年）10月3日（同日午前10時より現地にて開通式）[1]
- 延長 - 143 メートル[1]。
- 幅員 - 8.5 m（両側に75 cm幅の歩道あり）[1]
- 舗装 - コンクリート舗装（完成当時）[1]
- 照明 - 蛍光灯75灯（完成当時）[1]
- 工事費 - 2億430万円（用地買収費含む）[1]

かつての愛本橋付近の県道は、黒部川沿いの山脇を大きく迂回していたため、民家が密集している上、急坂とカーブがあり、幅が狭い所で5mしかなく、車のすれ違いも困難であった。その後、1969年の豪雨により流失した愛本橋の復旧工事を実施するのに合わせて、それと並行して同トンネルの工事を実施することになった。同トンネルの完成により愛本の難所が解消され、宇奈月温泉の地域発展に重要な役割を果たすことになった。